# 桃井直和
桃井 直和（もものい ただかず）は、南北朝時代初期の武将。足利氏一門。父は桃井直常。官位は従五位下、 中務大輔、右馬助［１］。
正平17年（1362年）、南朝方として越中で挙兵し、石動山に布陣して能登の幕府方と戦う。
正平25年/応安3年3月16日（1370年4月12日）、直常が直和を越中長沢に派兵した際に幕府方の越中国守護斯波義将の軍兵と戦い敗北し、戦死した（長沢の戦い）。
戸田市上戸田の瑞光山海禅寺は、直和の開基と伝わる。
太平山興国寺には越中守護であった父桃井直常、直常妻の位牌とともに直和の位牌があり、法名興禅院殿正端直光禅定門が残る。
昭和45年（1970年）には「源直和、応安三年四月二十二日」と刻んだ五輪塔基石が富山市大塚の法蔵寺で直和の供養塔と思われるものが発見されている。